# Liste der Wirtschaftsminister von Mecklenburg-Vorpommern
Liste der Wirtschaftsminister von Mecklenburg-Vorpommern.

## Wirtschaftsminister Mecklenburg-Vorpommern (seit 1945)
| Name                                                          | Amtsantritt                                   | Kabinett                   | Partei                  |
| Minister für Wirtschaft                                       | Minister für Wirtschaft                       | Minister für Wirtschaft    | Minister für Wirtschaft |
| ------------------------------------------------------------- | --------------------------------------------- | -------------------------- | ----------------------- |
| Otto Möller                                                   | 4. Juli 1945                                  | Höcker I                   | parteilos/CDU           |
| Siegfried Witte                                               | 10. Dezember 1946                             | Höcker II                  | CDU                     |
| Wilhelm Bick (kommissarisch)                                  | Februar 1950                                  | Höcker II                  | SED                     |
| Erich Wächter                                                 | 1. März 1950                                  | Höcker II                  | CDU                     |
| Minister für Industrie und Aufbau                             |                                               |                            |                         |
| Heinrich Lechtenberg                                          | 18. November 1950 20. Juli 1951 28. Juli 1951 | Höcker III Bürger Quandt   | CDU                     |
| Von 1952 bis 1990 existierte kein Land Mecklenburg-Vorpommern |                                               |                            |                         |
| Minister für Wirtschaft                                       |                                               |                            |                         |
| Conrad-Michael Lehment                                        | 28. Oktober 1990 19. März 1992                | Gomolka Seite I            | FDP                     |
| Minister für Wirtschaft und Europaangelegenheiten             |                                               |                            |                         |
| Harald Ringstorff                                             | 8. Dezember 1994                              | Seite II                   | SPD                     |
| Minister für Wirtschaft                                       |                                               |                            |                         |
| Jürgen Seidel                                                 | 7. Mai 1996                                   | Seite II                   | CDU                     |
| Rolf Eggert                                                   | 3. November 1998                              | Ringstorff I               | SPD                     |
| Otto Ebnet                                                    | 17. April 2001 6. November 2002               | Ringstorff I Ringstorff II | SPD                     |
| Minister für Wirtschaft, Arbeit und Tourismus                 |                                               |                            |                         |
| Jürgen Seidel                                                 | 7. November 2006 6. Oktober 2008              | Ringstorff III Sellering I | CDU                     |
| Minister für Wirtschaft, Bau und Tourismus                    |                                               |                            |                         |
| Harry Glawe                                                   | 25. Oktober 2011                              | Sellering II               | CDU                     |
| Minister für Wirtschaft, Arbeit und Gesundheit                |                                               |                            |                         |
| Harry Glawe                                                   | 1. November 2016 4. Juli 2017                 | Sellering III Schwesig I   | CDU                     |
| Minister für Wirtschaft, Infrastruktur, Tourismus und Arbeit  |                                               |                            |                         |
| Reinhard Meyer                                                | 15. November 2021                             | Schwesig II                | SPD                     |
| Wolfgang Blank                                                | 11. Dezember 2024                             | Schwesig II                | parteilos               |